# 쇼르인

쇼르인의 기

쇼르인(러시아어: Шорцы)은 케메로보 주에 거주하는 투르크계 민족이다. 때로는 Шор으로 표기한다. 때로는 쿠즈네츠키예타타르족 (кузнецкие татары), 콘도마타타르족 (кондомские татары), 므라스키예타타르족 (мрасские татары)으로 17세기와 18세기에 불렸다.
대부분의 쇼르인들은 톰 강유역과 콘도마 강, 므라스수 강유역에 거주한다. 이 지역은 역사적으로는 쇼리야 산맥으로 불렸다. 쇼르인들은 하카스 공화국과 알타이 공화국에도 거주한다. 2002년의 조사에 따르면 현재 쇼르인들은 1만3,975명(1970년에는 1만6,500명)이다. 쇼르인들은 쇼르어를 사용한다.
쇼르인들은 러시아 정교회를 믿지만, 대부분은 샤머니즘과 애니미즘도 믿는다.